# Клэмпетт, Боб
Роберт Эмерсон Клэмпетт-Старший (8 мая 1913 — 2 мая 1984) — американский аниматор, режиссёр, продюсер приобрёл славу благодаря Looney Tunes от Warner Bros., также известен над работой телешоу Time for Beany и Beany and Cecil . Рожденный и выросший около Голливуда с детства проявлял интерес к анимации и кукольному искусству. Когда Боб окончил среднюю школу, он поступил в  Harman-Ising Productions  и стал работать над "Merrie Melodies"и "Looney Tunes"
Клэмпетт был повышен на должность режиссёра в 1937 году. За 15 лет работы на студии он снял 84 мультфильма, которые впоследствии стали классическими, и создал несколько самых известных персонажей студии, включая поросенка Порки, Даффи Дака и Твити. Среди его самых известных фильмов - "Порки в стране чудес" (1938) и "Великое ограбление копилки" (1946). Он ушел из Warner Bros. В 1946 году он занялся мультфильмами и переключил свое внимание на телевидение, создав кукольный спектакль "Время для Бини" в 1949 году. Более поздняя анимационная версия сериала, «Бини и Сесил», первоначально транслировалась на канале ABC в 1962 году и повторялась до 1967 года. Он считается первым телесериалом, полностью созданным создателями, и имеет подпись «Мультфильм Боба Клэмпетта».
В последние годы жизни Клэмпетт посещал студенческие городки и анимационные фестивали в качестве лектора по истории анимации. С тех пор его мультфильмы от Warner получили новые похвалы за их сюрреалистические качества, энергичную и эпатажную анимацию и непочтительный юмор, изобилующий игрой слов. Историк анимации Джерри Бек похвалил Клэмпетта за то, что тот "ввел слово "луни" в "Луни Тьюнс".

## Ранняя жизнь
Клэмпетт родился 8 мая 1913 года в городе Сан-Диего, штат Калифорния в семье Роберта Калеба Клэмпетта и Милдред Джоан Мэррифилд.Его отец родился в Ненаге, графство Типперери, Ирландия, в 1882 году, и иммигрировал в Соединенные Штаты вместе с родителями в возрасте двух лет в 1884 году.
Клэмпетт показал, что у него есть прекрасные художественные способности к 5 годам. С самого начала он был заинтригован и находился под влиянием Дугласа Фэрбенкса, Лона Чейни, Чарли Чаплина, Бастера Китона и Гарольда Ллойда, и начал снимать короткометражные фильмы в своем гараже, когда ему было 12 лет. В детстве он и его мать Джоан жили в Голливуде по соседству с Чарли Чаплином и его братом Сиднеем Чаплином. Клэмпетт также вспоминал, как наблюдал, как его отец играл в гандбол в Лос-Анджелесском спортивном клубе с другим великим немым комиком, Гарольдом Ллойдом.
С отрочества Клэмпетт проявлял интерес к анимации. В детстве он мастерил ручных кукол и, еще не достигнув подросткового возраста, создал то, что историк анимации Милт Грей описывает как "своего рода прототип, своего рода невзрачную куклу-динозавра из носка, которая позже превратилась в Сесила". В старших классах школы Клэмпетт нарисовал комикс на целую страницу о ночных приключениях кота, позже опубликованный в цвете в воскресном выпуске Los Angeles Times. Компания King Features приняла это к сведению и предложила Клэмпетту "контракт карикатуриста", начиная с 75 долларов в неделю после окончания средней школы. Компания King Features позволяла ему работать в их художественном отделе в Лос-Анджелесе по субботам и на каникулах во время учебы в старших классах. Кинг время от времени печатал свои карикатуры для поощрения и оплатил обучение в Художественном институте Отиса, где он научился рисовать маслом и лепить.
Клэмпетт учился в средней школе Глендейла и средней школе Гувера в Глендейле, штат Калифорния, но покинул Гувер за несколько месяцев до окончания школы в 1931 году. Он все таки нашёл работу на кукольной фабрике его тётки Шарлотты Кларк. Кларк искала привлекательный предмет для продажи, и Клампетт предложил ей Мышонка Микки, популярность которого росла. Так как Клэмпетт не сумел найти рисунок персонажа, он пошел в кинотеатр и вышел оттуда с несколькими наброскамиКларк была озабочена авторскими правами, поэтому она вместе с Бобом поехала на студию Диснея. Уолт и Рой Диснеи были в восторге и основали бизнес недалеко от студии Disney. Клэмпетт вспоминал о своем недолгом сотрудничестве с Disney: "Сам Уолт Дисней иногда приезжал на старой машине, чтобы забрать кукол; он раздавал их посетителям студии и на встречах по продажам. Я помогал ему загружать кукол в машину. Однажды его машина, набитая Микки, не завелась, и я толкал, пока Уолт вел машину, пока она не загорелась, и он не уехал".